# Elysium Planitia
Elysium Planitia je planina na povrchu Marsu, která se rozkládá na severní polokouli (kousek od rovníku) okolo štítové sopky Elysium Mons. Podobně jako v případě oblasti Tempe Terra, či Tharsis, tak i v Elysium Planitia se nachází mnoho malých sopek, které tvoří výraznou vulkanickou oblast na Marsu. Jedná se tak o druhou nejvýznamnější sopečnou oblast na povrchu Marsu.
Na jihu od Elysium Planitia se zvedá hornatá oblast Terra Cimmeria, která je od Elysium Planitia oddělena systémem Aeolis Mensae, na západě se pak nachází Utopia Planitia, na severu již zmiňovaná sopka Elysium Mons, dále také Hecates Tholus a Albor Tholus, na východě planina Amazonis Planitia. V severní části oblasti se nachází menší pohoří Tartarus Montes a na východě nepravidelný kráter Orcus Patera. Na jihu na hranici s hornatými oblastmi se nachází štítová sopka Apollinaris Patera.
Planina byla pojmenována v roce 1973 dle klasického albedového jména na základě snímků americké sondy z programu Mariner.